# Pristimantis hectus
Pristimantis hectus är en groddjursart som först beskrevs av Lynch och Patricia A. Burrowes 1990.  Pristimantis hectus ingår i släktet Pristimantis och familjen Strabomantidae. IUCN kategoriserar arten globalt som otillräckligt studerad. Inga underarter finns listade i Catalogue of Life.